# Ldzań
Ldzań [pronunciación en polaco: /ld͡zaɲ/] es un pueblo ubicado en el distrito administrativo de Gmina Dobroń, dentro del condado de Pabianice, voivodato de Łódź, en el centro de Polonia. Se encuentra a unos 6 kilómetros al sur de Dobroń, a 12 kilómetros al suroeste de Pabianice, y 27 kilómetros suroeste de la capital regional Łódź.
El pueblo tiene una población aproximada de 190 habitantes.